# Acclaim Games
Ne doit pas être confondu avec Acclaim Entertainment.
Acclaim Games, basée à Beverly Hills, était une compagnie privée de jeux vidéo qui concentre ses efforts dans la distribution de MMORPGs via son site internet après inscription. La compagnie a été fondée en 2005 à la suite du rachat d'Acclaim Entertainment par Howard Marks.
En mai 2010, Acclaim est racheté par Playdom et fin juillet 2010, Playdom est intégré Disney Interactive Media Group comme filiale de la Walt Disney Company. Fin août 2010, la société est fermée.

## Historique
Le studio Acclaim Entertainment fondée en 1987 et à l'historique très riche dépose le bilan en septembre 2004. En août 2005, Howard Marks, ancien directeur général d'Activision rachète le nom Acclaim pour  100 000 $.
En février 2006, Marks et Neil Malhotra fondent un studio nommé Acclaim Games spécialisé dans la distribution de MMORPG asiatiques sur les marchés nord-américain et européen. La plupart des productions sont disponibles gratuitement grâce à de la publicité inclus dans le jeu et il est possible de proposer ses propres jeux.
En décembre 2007, le studio dénombre 5 millions de comptes enregistrés et 500 000 joueurs actifs pour tous ses jeux.
Le 18 mai 2010, la société Playdom spécialisée dans les jeux sociaux achète Acclaim Games,.
Le 27 juillet 2010, Disney officialise l'achat de Playdom pour la somme 563,2 millions d'USD et son intégration au Disney Interactive Media Group.
Le 28 août 2010, Acclaim annonce l'arrêt des jeux MMORPG : The Chronicles of Spellborn, 9Dragons (repris par le site GamersFirst), 2Moons et Bots afin de conserver des jeux principalement sur les réseaux sociaux. La société est officiellement fermée les jours suivants. La page officielle du site indique une cessation d'activité effective au 26 août 2010.

## Production
- 2Moons
- 9Dragons
- Age of Lore
- BOTS!!
- DANCE! Online
- Knight's Blood
- MyDivaDoll
- Ponystars
- Ranchstars
- RockFree
- Spellborn